# Jean Bouin

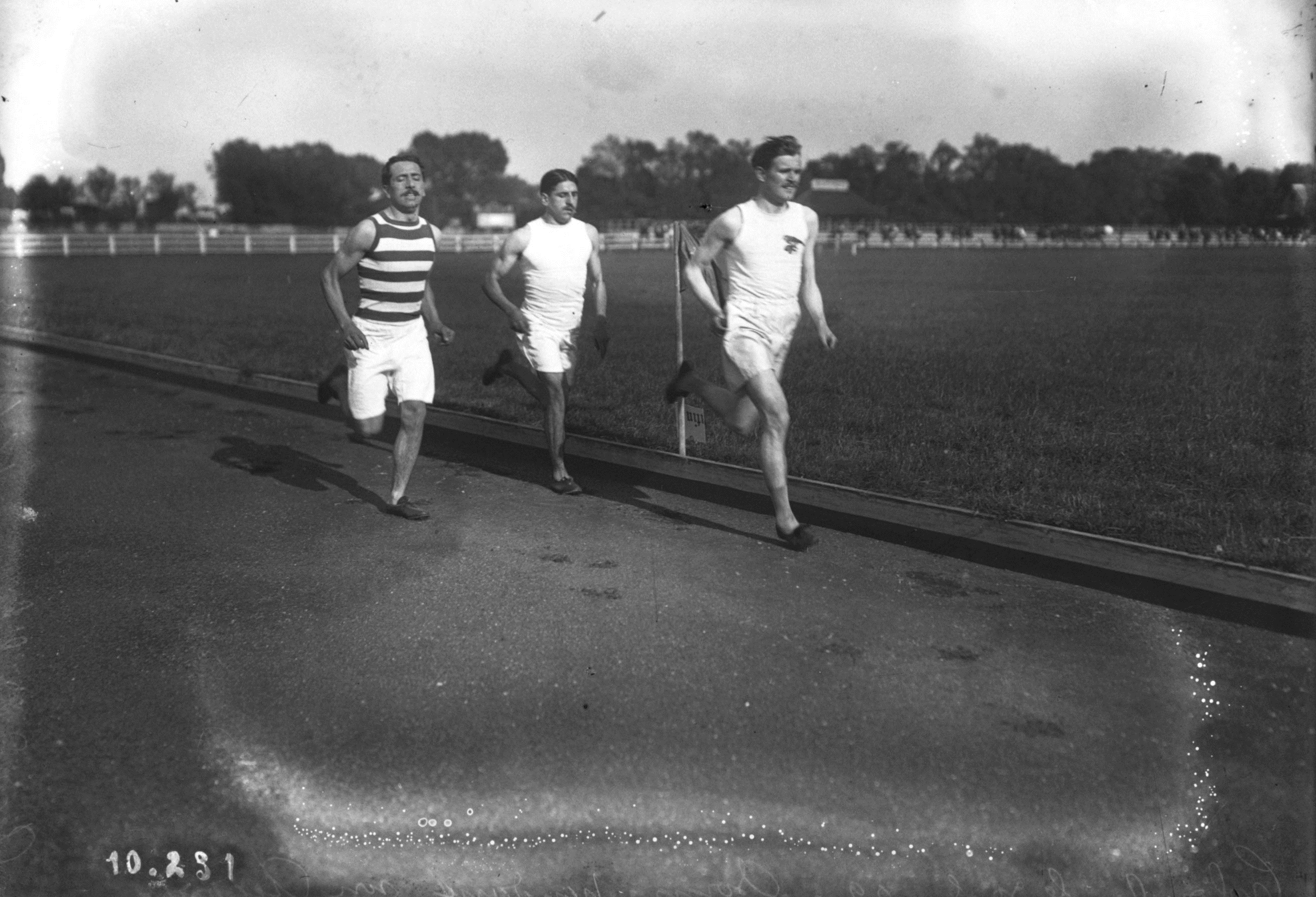
Jean Bouin (Mitte) bei einem Stundenlauf in Colombes 1909

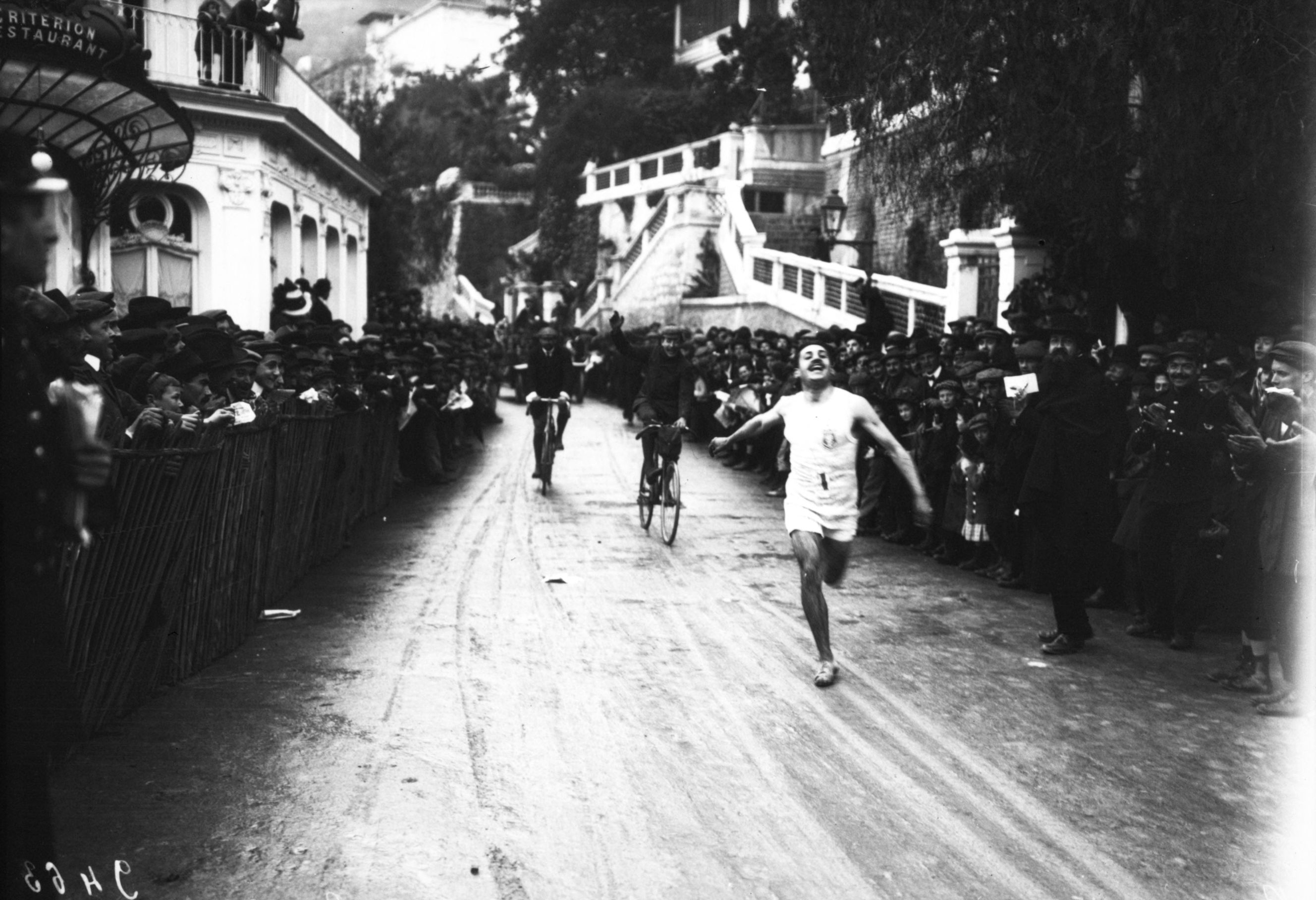
Jean Bouin beim Straßenrennen Nizza-Monaco 1910

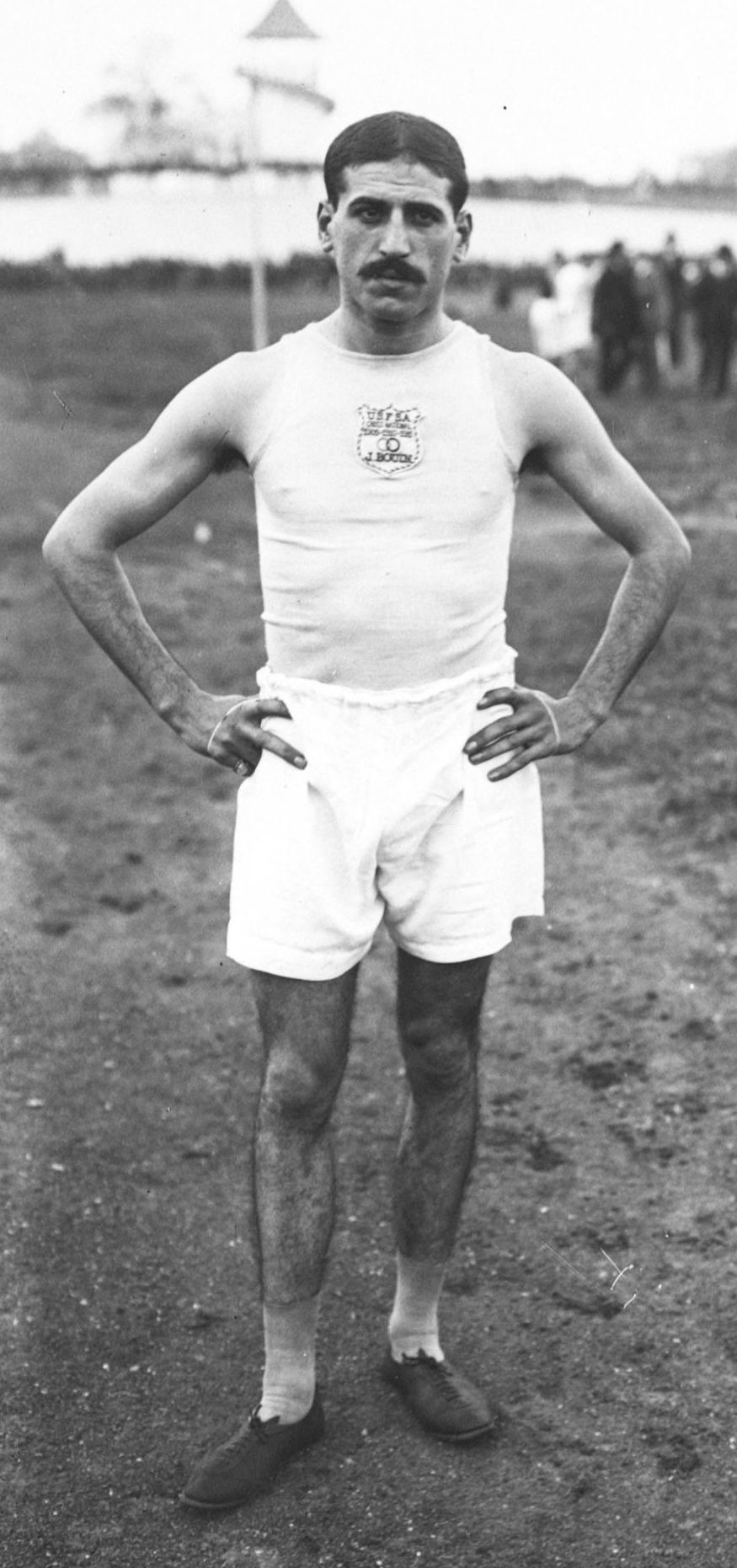
Jean Bouin (1911)

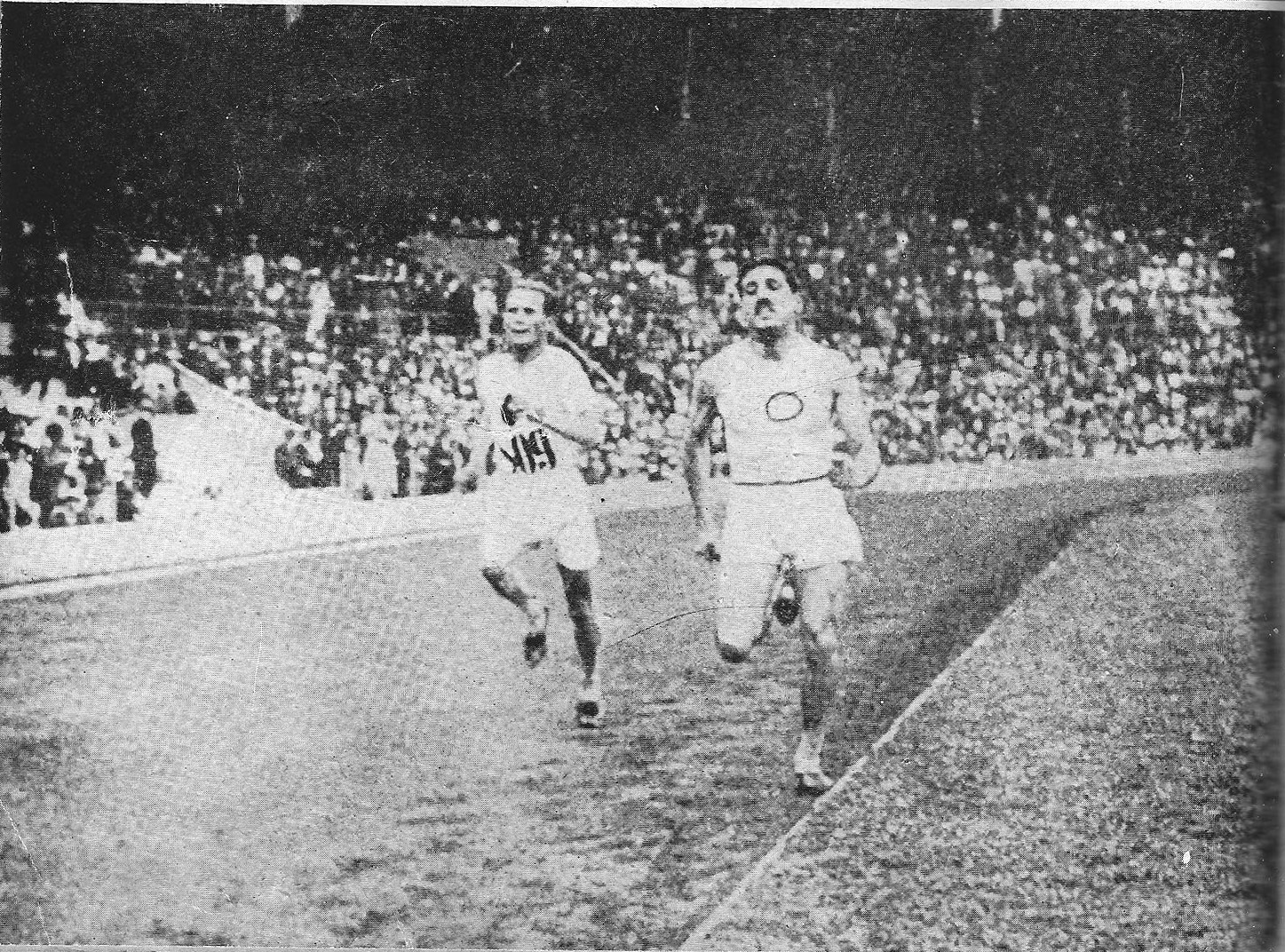
5000 Meter Olympische Spiele Stockholm 1912: Kurz nach der letzten Kurve führt Bouin (r.) vor Kolehmainen

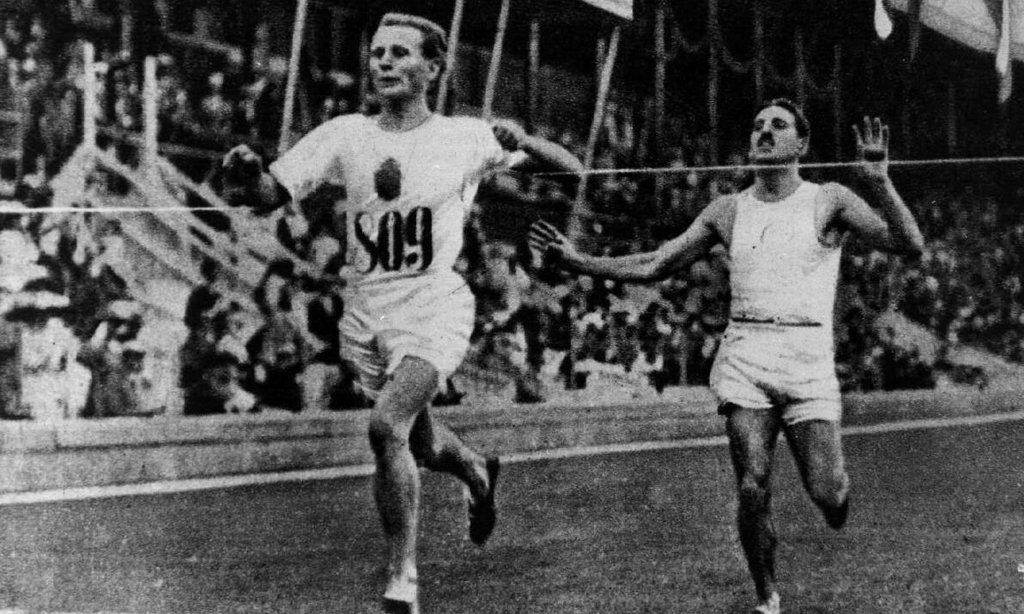
Bouin (r.) wird unmittelbar vor dem Ziel von Kolehmainen überholt

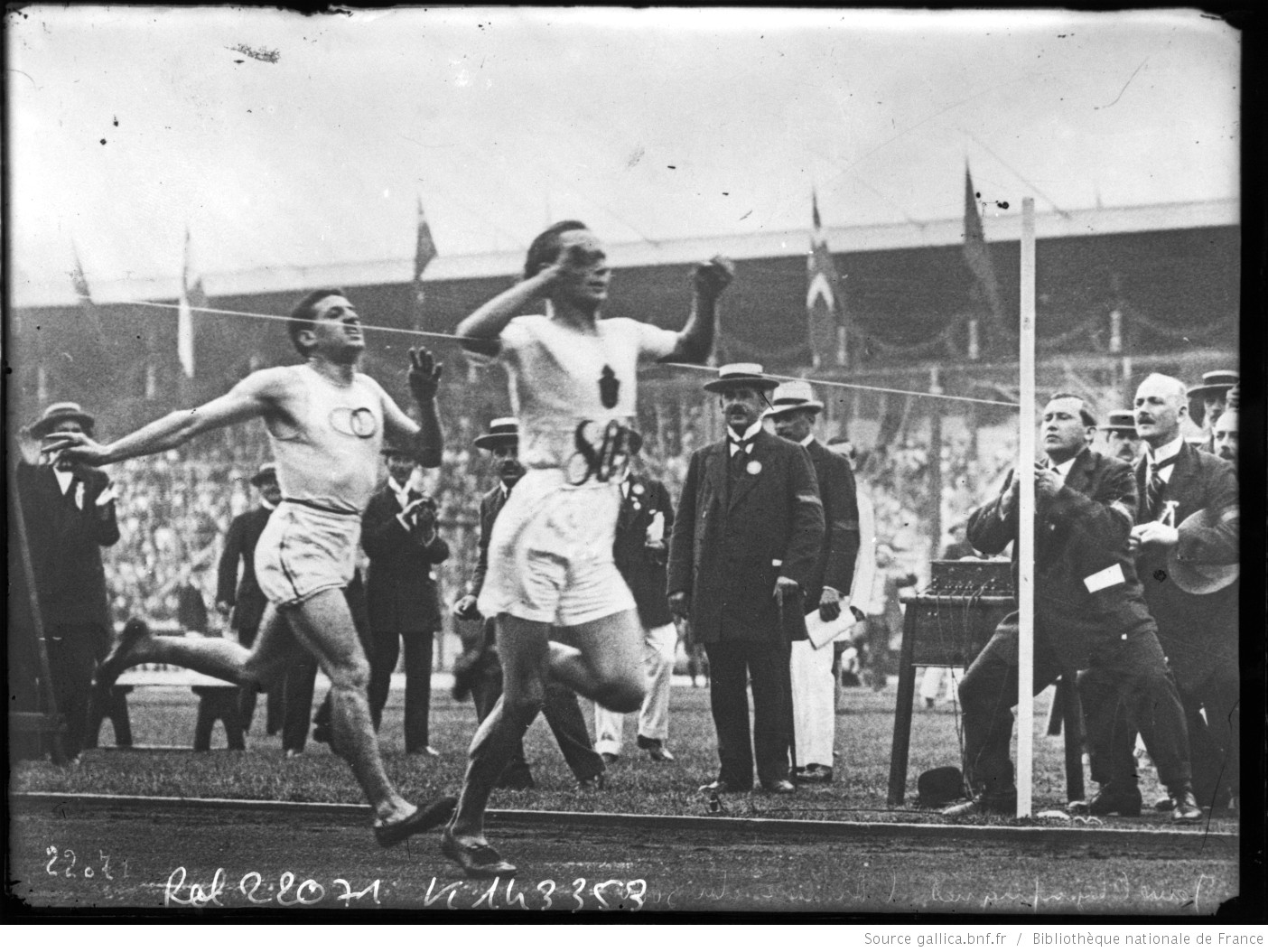
Der Zieleinlauf aus einer anderen Perspektive

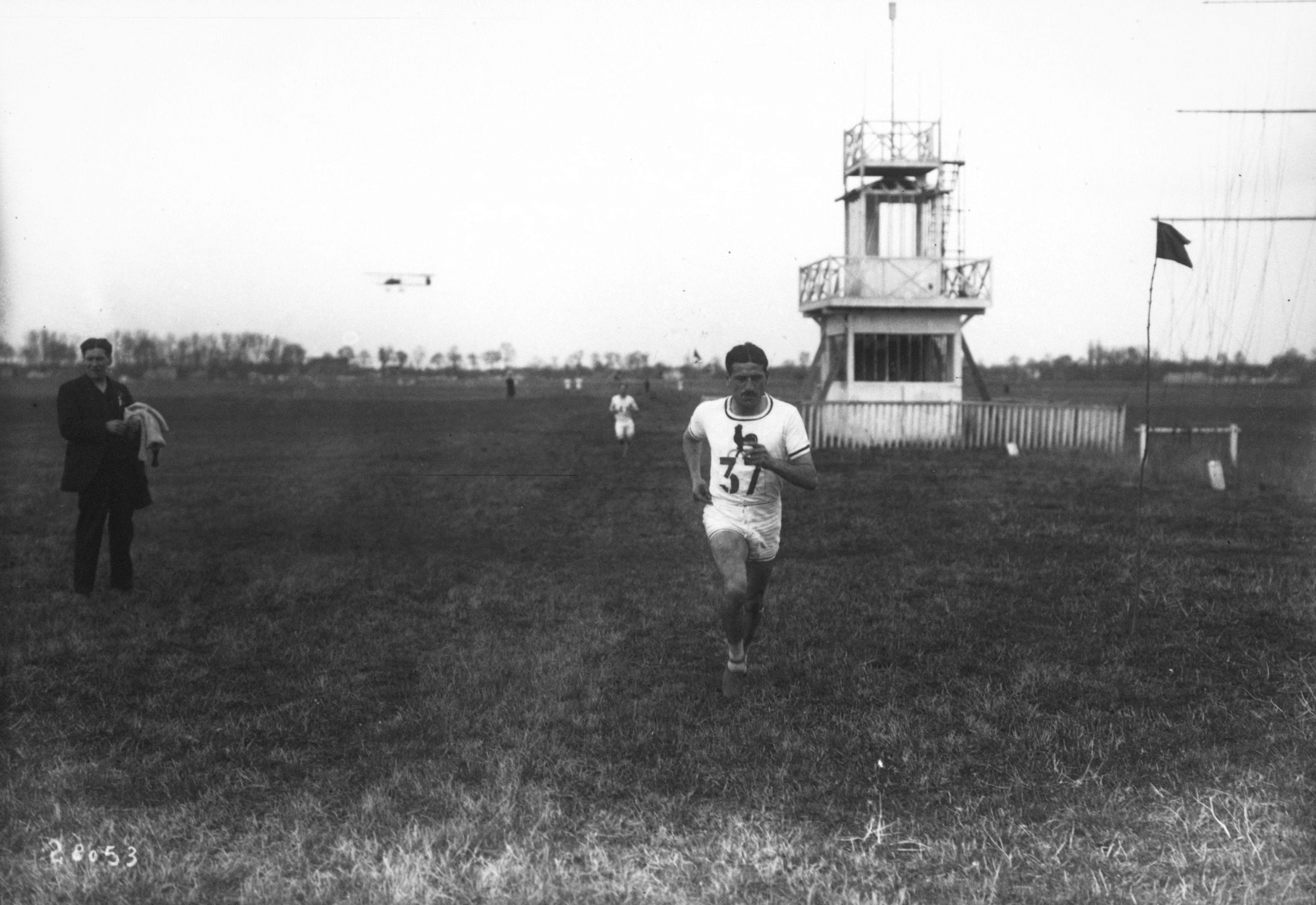
Jean Bouin beim Cross der Nationen 1913

Jean Bouin (* 21. Dezember 1888 in Marseille; † 29. September 1914 in Xivray, Département Meuse, Lothringen) war ein französischer Leichtathlet, der in den Jahren vor dem Ersten Weltkrieg erfolgreich war. Er hatte sich ungeachtet seines hohen Gewichts von 70 kg bei nur 1,67 m Körpergröße auf die Langstrecke spezialisiert.

## Rekorde
Jean Bouin, der für den Phocée Club in Marseille und ab 1910 für den CASG (heutiger Name „Paris Jean Bouin“) in Paris startete, gewann olympisches Silber und lief zahlreiche Rekorde:
- 22 französische Landesrekorde
- drei Weltrekorde
  - 11. Juni 1911 in Colombes: Weltrekord über 3000 Meter in 8:49,6 min Die bisherige Bestleistung, aufgestellt knapp drei Jahre vorher von dem Schweden John Svanberg, hatte bei 8:54,0 min gestanden. Der Rekord war jedoch nicht von langer Dauer: Bereits drei Monate später wurde er von dem Finnen Hannes Kolehmainen auf 8:48,5 min gedrückt.
  - 16. November 1911 in Paris: Weltrekord über 10.000 Meter in 30:58,8 min Diese Zeit bedeutete eine Verbesserung der bisherigen Bestmarke des Briten Alfred Shrubb (31:02,4 min) aus dem Jahr 1904 um 3,6 Sekunden. Erst zehn Jahre später war Paavo Nurmi mit 30:40,2 min schneller.
  - 6. Juli 1913 in Stockholm: Weltrekord im Stundenlauf mit 19.021 Metern. Auch hier war Alfred Shrubb mit 18.742 Metern aus dem Jahr 1904 Bouins Vorgänger. Der Weltrekord überdauerte gut fünfzehn Jahre, bis er am 7. Oktober 1928 von Paavo Nurmi auf 19.210 Meter verbessert wurde.

## Karriere
Jean Bouins sportliches Talent zeigte sich schon in früher Jugend. Er betrieb Schwimmen, Fechten, Turnen und Laufen. Besonders von Letzterem war sein Lehrer Joseph Pagnol, der Vater des bekannten Dramaturgen und Schriftstellers Marcel Pagnol, jedoch überhaupt nicht begeistert und versuchte den Jungen mit der Prophezeiung, die Lauferei werde ihm niemals etwas bringen, von diesem Sport abzuhalten. Er sollte sich sehr geirrt haben.
Nachdem Bouin durch die Bekanntschaft mit dem Marathonläufer Louis Pautex zusätzlichen Auftrieb erhalten hatte, gründete er einen leichtathletischen Schulclub. Schon bald stellten sich erste Erfolge ein: In den Jahren 1906 und 1907 beendete er die nationalen Cross-Meisterschaften jeweils auf Platz vier.
Im Jahr 1908 wurde Jean Bouin zu den Olympischen Spielen nach London geschickt, wo er zusammen mit Paul Lizandier, Gaston Ragueneau, Joseph Dreher und Louis de Fleurac über 1500 Meter sowie über fünf Meilen (etwas über 8 km) – eine Strecke, die nur in London olympisch war und ab 1912 durch den 5000- und den 10.000-Meter-Lauf ersetzt wurde – antreten sollte. Der 19-Jährige war kein Kind von Traurigkeit, und das wurde ihm zum Verhängnis, als er am Abend vor dem Finale über fünf Meilen eine Bar im Londoner Stadtteil Soho besuchte, dort in eine Schlägerei geriet und die Nacht auf der Polizeiwache verbringen musste. Da das nach damaligen Begriffen mit der Würde eines Olympioniken unvereinbar war, entzog man ihm kurzerhand die Starterlaubnis. Zum Glück hatte der 1500-Meter-Lauf bereits vorher stattgefunden. Dort war Bouin als bester Franzose auf Platz 15 gekommen, was für den Endlauf jedoch nicht ausreichte, da nur die Sieger der acht Vorläufe als qualifiziert galten.
Nach der Rückkehr aus London standen die Zeichen dann ganz auf Erfolg. Bouins Bilanz war beeindruckend:
- In den Jahren 1909, 1910, 1911 und 1912 wurde er französischer Meister im Cross.
- Er gewann die Landesmeisterschaft über 10.000 (1911) und über 5000 Meter (1912).
- In den Jahren 1911, 1912 und 1913 siegte er beim Cross der Nationen, nachdem er 1909 bereits Zweiter geworden war, und beendete damit die langjährige Dominanz der Briten in dieser Disziplin.
- Im Jahr 1911 lief er zwei seiner drei Weltrekorde.

Inzwischen war der Stern des Laufwunders Hannes Kolehmainen aufgegangen. Der Finne, fast auf den Tag genau ein Jahr jünger als Jean Bouin, sollte zum großen Gegenspieler des Franzosen werden. Zunächst löste Kolehmainen Bouin als Weltrekordler über 3000 Meter ab, als er die Bestmarke des Franzosen um 1,1 Sekunden unterbot. Dann aber schlug Bouin zurück und blieb noch im selben Jahr über 10.000 Meter als erster Mensch unter 31 Minuten.
Das olympische Jahr 1912 brach an, und sowohl Bouin als auch Kolehmainen meldeten ihre Teilnahme am 5000-Meter-Lauf bei den Olympischen Spielen in Stockholm. Die Spannung stieg, als die beiden Topläufer kurz vorher in Berlin bei einem Meeting des SC Charlottenburg aufeinandertrafen, wo ein Lauf über die deutsche Meile (7500 m) auf dem Programm stand, und Kolehmainen sich den Sieg holte. Würde Bouin in Stockholm die Revanche gelingen? Zunächst deutete alles auf einen Sieg des Franzosen hin. In der zweiten Hälfte der 5000-Meter-Strecke übernahm er die Führung, wehrte 500 Meter vor dem Ziel einen Angriff von Kolehmainen ab und lief einen Vorsprung von drei Metern heraus, den er bis auf die Zielgerade halten konnte. Dann jedoch geschah, was keiner mehr für möglich gehalten hatte: Nur noch etwa zehn Meter waren zu laufen, als der Finne, der schon geschlagen schien, unter Aufbietung seiner letzten Kräfte zu Bouin aufschloss, mit zwei Schritten an ihm vorbeizog und ihm den Olympiasieg buchstäblich vor der Nase wegschnappte. Die Uhren blieben bei der Weltrekordzeit von 14:38,6 min stehen. Eine Zehntelsekunde dahinter folgte Bouin. Anschließend verging mehr als eine halbe Minute, ehe der dritte Läufer, der Brite George Hutson, ins Ziel kam, was die Überlegenheit Kolehmainens und Bouins deutlich macht. Die zahlreich nach Stockholm gereisten französischen Schlachtenbummler sparten nicht mit Beifall für Bouin, dessen Zeit mit nur einer Zehntel über dem neuen Weltrekord natürlich französischen Landesrekord bedeutete, verzichteten jedoch darauf, die Trikolore zu entrollen (für Kolehmainen wurde die russische Fahne geschwenkt, da Finnland damals kein selbständiger Staat, sondern Teil des Zarenreichs war).
Im Jahr 1912 ging Bouin in Stockholm im olympischen Crosslauf an den Start. Dort hatte er gegen Kolehmainen, der die 12 Kilometer lange Strecke mit 33 Sekunden Vorsprung unangefochten als Sieger beendete, jedoch keine Chance und kam unter 45 Teilnehmern auf Platz 35.
Nun begann Bouin, sich auf seine nächste Begegnung mit Kolehmainen bei den Olympischen Spielen 1916 vorzubereiten. Er intensivierte sein Training und gab sogar das Rauchen auf. Dafür wurde er belohnt, als ihm im Jahr 1913 eine Verbesserung des Stundenlaufweltrekords auf 19.021 Meter gelang, wobei sich im Feld der Geschlagenen auch Olympiasieger Kolehmainen befand. Der Rekord ist allerdings relativ zu sehen: Bereits mehr als 25 Jahre vorher, im Jahr 1886, hatte der Brite Walter George zwölf englische Meilen (19.312 m) in 59 Minuten und 29 Sekunden zurückgelegt und war damit schneller gewesen als Bouin. Als französischer Landesrekord hatte Bouins Leistung jedoch 41 (!) Jahre lang Bestand – erst 1954 wurde sie von Alain Mimoun übertroffen, der es in einer Stunde auf 19.365 Meter gebracht hatte.
Mit diesem Triumph über seinen finnischen Konkurrenten musste Bouin sich zufriedengeben. Der Erste Weltkrieg brach aus, der nicht nur seiner sportlichen Karriere, sondern auch seinem jungen Leben ein Ende setzte. In den Reihen des 163. Infanterieregiments kämpfend, fiel Jean Bouin bereits in den ersten Kriegswochen während eines Einsatzes als Frontberichterstatter. Begraben wurde er auf dem Gelände des Schlosses von Bouconville-sur-Madt.
Im Jahr 1925 errichtete der CASG, für den Bouin zuletzt gestartet war, ein Stadion, das den Namen Stade Jean Bouin erhielt. Es existiert noch heute und liegt unmittelbar neben dem Prinzenparkstadion (Stade Parc des Princes) zwischen der Avenue du Général Sarrail, der Rue Claude Farrère und der Rue Nungesser et Coli im 16. Arrondissement von Paris. Mit seiner Kapazität von 12.000 Plätzen dient es in erster Linie als Heimspielstätte einer Pariser Rugbymannschaft.

## Trainingsprinzipien
Jean Bouin war nicht nur sportlich, sondern auch intellektuell begabt. Neben seiner Tätigkeit als Journalist (hauptsächlich für die Tageszeitung „Petit Provençal“) verfasste er auch ein Buch. Es trägt den Titel „Comment on devient champion de course à pied“ (deutsch: „Wie man Meister im Laufen wird“) und weist Bouin als Pionier auf dem Gebiet der Trainingslehre aus.
Er hob die positive Auswirkung des Laufsports auf die Lungenkapazität hervor, riet jedoch davon ab, leistungsmäßig zu laufen, bevor das Körperwachstum abgeschlossen war. Für die damalige Zeit neu war vor allem die Erkenntnis, dass unterschiedliche Disziplinen unterschiedliche Trainingsmethoden erforderten. Auch sollte ein Läufer nicht ausschließlich Laufen trainieren, sondern Übungen zur Verbesserung von Beweglichkeit und Kraft einbeziehen, was bei Bouin Klettern auf Bäume, Steinweitwerfen und Schleppen von Baumstämmen bedeutete. Diese Prinzipien hatte er vom französischen Verbandstrainer George Hébert übernommen. Er verband Ausdauertraining in Form von Crossläufen mit Schnelligkeitstraining auf der Bahn. Vor großen Wettkämpfen trainierte er zweimal täglich, wobei er mit zunehmendem Näherrücken des Wettkampfes die Länge der Laufstrecken erhöhte, bis ein Trainingsumfang von etwa 20 km pro Tag erreicht war. Den Abschluss jedes Trainings bildete ein zweieinhalb Kilometer langer Fußmarsch, der dazu dienen sollte, den Organismus wieder auf Normalbetrieb umzustellen.
Bouin plädierte für Trainingseinheiten mit Handicaps wie zum Beispiel besonders schweren Schuhen, um im Wettkampf, wenn das Handicap wegfiel, Kraftreserven mobilisieren zu können. Seinen Speisezettel bestimmten gegrilltes Fleisch und gekochtes Gemüse, das er wegen der leichteren Verdaulichkeit rohem Gemüse vorzog. Den Alkohol hatte er gestrichen bis auf ein Glas heißen, mit Zucker und Zitrone angereicherten Gin, den er sich nach dem Training genehmigte. Sehr wichtig war für Bouin eine sorgfältige Körperpflege, zu der auch Massagen gehörten. Etwas eigenartig muten seine Vorstellungen von Fußpflege an: Bouin riet, die Füße nicht zu baden, sondern lediglich feucht abzureiben, um so ein Aufweichen der Haut zu vermeiden.
Jean Bouins Überzeugung, ein Sportler könne nur dann erfolgreich sein, wenn er ein diszipliniertes Leben führe und systematisch trainiere, war seiner Zeit voraus und kennzeichnet ihn als Profi im eigentlichen Sinn. Mit Arthur Gibassier, einem Zeitungsreporter, beschäftigte er sogar einen Manager und Berater.
Da Bouin aber bei den Olympischen Spielen 1912 gegen Hannes Kolehmainen (allerdings in einer Zeit schneller als der vorherige Weltrekord) über verlor, setzte sich dessen Training (täglich 20 km und mehr, ganzjährig, frühzeitige Spezialisierung, kein ungezieltes, sondern nur noch gezieltes Krafttraining) durch.